# Liste der Baudenkmale in Krembz
In der Liste der Baudenkmale in Krembz sind alle denkmalgeschützten Bauten der mecklenburgischen Gemeinde Krembz und ihrer Ortsteile aufgelistet. Grundlage ist die Veröffentlichung der Denkmalliste des Kreises Nordwestmecklenburg mit dem Stand vom 20. September 2020.

## Baudenkmale nach Ortsteilen

### Krembz
| ID  | Lage                                                | Bezeichnung                                | Beschreibung                                                  | Bild |
| --- | --------------------------------------------------- | ------------------------------------------ | ------------------------------------------------------------- | ---- |
| 848 | Wittenburger Straße 6 (Karte)                       | Gutshaus                                   | 1-gesch., kleiner, sanierter Backsteinbau mit Krüppelwalmdach |      |
| 849 | Wittenburger Straße 14 (Karte)                      | Wohnhaus                                   |                                                               |      |
| 850 | Wittenburger Straße 17 (Karte)                      | Bauernhaus                                 |                                                               |      |
| 851 | Wittenburger Straße 20 (Karte)                      | Bauernhaus                                 |                                                               |      |
| 852 | Wittenburger Straße 23 (Karte)                      | Motormühle                                 |                                                               |      |
| 853 | Wittenburger Straße 1 (Karte)                       | Molkerei                                   |                                                               |      |
| 854 | Wittenburger Straße/Ecke Stöllnitzer Straße (Karte) | Kriegerdenkmal 1914/1918                   |                                                               |      |
| 855 | Wittenburger Straße/Ecke Stöllnitzer Straße (Karte) | Gedenkstein zur Vollgenossenschaftlichkeit |                                                               |      |

### Groß Salitz
| ID  | Lage                   | Bezeichnung                                                                          | Beschreibung | Bild                                                                                 |
| --- | ---------------------- | ------------------------------------------------------------------------------------ | ------------ | ------------------------------------------------------------------------------------ |
| 647 | Dorfstraße 20          | Schmiede                                                                             |              | Schmiede                                                                             |
| 648 | Dorfmitte 1            | Gedenkstein zur Vollgenossenschaft vor dem Gutshaus                                  |              |                                                                                      |
| 649 | Dorfmitte 1 (Karte)    | Gutshaus                                                                             |              | Gutshaus                                                                             |
| 650 | (Karte)                | Kirche und Friedhof mit Feldsteinmauer                                               |              | Kirche und Friedhof mit Feldsteinmauer                                               |
| 651 | Schmiedeberg 1 (Karte) | Pfarrhaus mit Backsteinmauer mit zwei Granit-Torpfeilern, Hofpflasterung mit Rondell |              | Pfarrhaus mit Backsteinmauer mit zwei Granit-Torpfeilern, Hofpflasterung mit Rondell |

### Radegast
| ID   | Lage      | Bezeichnung              | Beschreibung | Bild |
| ---- | --------- | ------------------------ | ------------ | ---- |
| 1080 | Dorfmitte | Kriegerdenkmal 1914/1918 |              |      |

### Schönwolde
| ID   | Lage                   | Bezeichnung                          | Beschreibung                                         | Bild |
| ---- | ---------------------- | ------------------------------------ | ---------------------------------------------------- | ---- |
| 1365 | Dorfstraße 10 (Karte)  | ehem. Jagdschloss mit Park und Stall | Sanierter, 1-gesch., 9-achs. Putzbau mit Krüppelwalm |      |
| 1520 | Salitzer Weg 1 (Karte) | Siedlungshäuser                      |                                                      |      |

### Stöllnitz
| ID   | Lage                       | Bezeichnung            | Beschreibung | Bild |
| ---- | -------------------------- | ---------------------- | ------------ | ---- |
| 1387 | Dorfplatz 2 (Karte)        | Bauernhaus mit Scheune |              |      |
| 1388 | Dorfplatz (Karte)          | Spritzenhaus           |              |      |
| 1389 | Krembzer Straße 14 (Karte) | ehem. Schule           |              |      |
| 1390 | Krembzer Straße 19 (Karte) | Bauernhaus             |              |      |

### Stöllnitz-Ausbau
| ID   | Lage             | Bezeichnung               | Beschreibung | Bild |
| ---- | ---------------- | ------------------------- | ------------ | ---- |
| 1391 | Ausbau 2 (Karte) | Büdnerei mit Nebengebäude |              |      |

## Ehemalige Denkmale

### Alt Steinbeck
| ID | Lage                  | Bezeichnung | Beschreibung | Bild |
| -- | --------------------- | ----------- | ------------ | ---- |
| 18 | Zum Forsthaus (Karte) | Domänenhaus |              |      |

### Radegast
| ID   | Lage                             | Bezeichnung | Beschreibung | Bild |
| ---- | -------------------------------- | ----------- | ------------ | ---- |
| 1081 | Gadebuscher Straße 8, 8a (Karte) | Bauernhaus  |              |      |

## Quelle
- Denkmalliste des Landkreises Nordwestmecklenburg (Stand: 9. November 2023; PDF, 1,2 MByte)